# Tracy, Minnesota
Tracy är en ort i Lyon County i delstaten Minnesota, USA.